# Bayfield (Wisconsin)
Bayfield és una població dels Estats Units a l'estat de Wisconsin. Segons el cens del 2000 tenia 611 habitants.

## Demografia
Segons el cens del 2000, Bayfield tenia 611 habitants, 289 habitatges, i 167 famílies. La densitat de població era de 271,2 habitants per km².
Dels 289 habitatges en un 22,8% hi vivien nens de menys de 18 anys, en un 41,2% hi vivien parelles casades, en un 11,4% dones solteres, i en un 41,9% no eren unitats familiars. En el 35,6% dels habitatges hi vivien persones soles el 15,9% de les quals corresponia a persones de 65 anys o més que vivien soles. El nombre mitjà de persones vivint en cada habitatge era de 2,1 i el nombre mitjà de persones que vivien en cada família era de 2,64.
Per edats la població es repartia de la següent manera: un 20,9% tenia menys de 18 anys, un 6,9% entre 18 i 24, un 21,4% entre 25 i 44, un 33,1% de 45 a 60 i un 17,7% 65 anys o més.
L'edat mediana era de 45 anys. Per cada 100 dones de 18 o més anys hi havia 85,8 homes.
La renda mediana per habitatge era de 32.266 $ i la renda mediana per família de 36.500 $. Els homes tenien una renda mediana de 34.375 $ mentre que les dones 25.875 $. La renda per capita de la població era de 18.377 $. Aproximadament el 10,5% de les famílies i l'11,8% de la població estaven per davall del llindar de pobresa.

## Poblacions més properes
El següent diagrama mostra les poblacions més properes.